# 木崎川 (南丹市)
木崎川（きざきがわ）は、京都府南丹市園部町を流れる淀川三次支流の準用河川である。

## 地理
木崎川は観音峠（近世までは三戸野峠、また水戸野峠と呼ばれた峠）がある園部町上木崎町峠尻を準用河川の起点とし、大谷や尾谷の水を集めながら国道9号の南側を南東流、河原町2号・1号で南西に向きを変えて園部川の左岸に落ちる。

## 流域の村
南丹市
- 園部町
  - 桐ノ庄地域
    - 木崎町
    - 河原町

## 主な支流
- 上木崎川（かみきざきがわ）
木崎川の支流。流域面積0.02km2の渓流で、上流に砂防堰堤が設けられている[2]。

## 流域にあるため池
園部町上木崎町
- 観音池 – 管理者：観音水利組合[3]

## 河川防災カメラ
南丹市設置
- 木崎川流入直後の園部川を映す防災ライブカメラが園部公園に設置されている[4]。

## 流域にある主な施設
園部町上木崎町
- 京都府経済農業組合連合会　中部物流センター

## 流域にある社寺
園部町上木崎町
- 観音堂
- 香林寺
- 城﨑神社[3]
- 天理教 桐ノ庄分教会[3]

## 流域にある史跡
園部町上木崎町
- 上木崎城跡[5]
- 中畷古墳

園部町黒田
- 黒田城跡（別名：片山城、木崎山城）[6]

## 地層
木崎川流域の観音峠の岩石（四射珊瑚とトリティシーテス）は、京都府レッドデータブックで「要注意」のカテゴリーとなっている。